# Софроній (архімандрит Печерський)
Софроній I (д/н —після 1541) — церковний діяч часів Великого князівства Литовського.

## Життєпис
Про походження відсутні відомості. Близько 1539 року стає архімандритом Києво-Печерського монастиря. Ймовірно виявив сувору вдачу, що виявилося в утисках ченців. Також його звинувачували в використанні доходів з монастирських маєтків для власних потреб. Крім того, їдучи куди-небудь, він брав з собою різні монастирські речі (книги, вироби зі срібла, міді) і не повертав. В результаті виникла гостра конфлікта ситуація.
Ченці відправляли скарги на настоятеля до київського митрополита Макарія II і короля польского і великого князя литовського Сигізмунда I. Останній 1540 року відправив королівського дворянина Івана Протасовича. В королівській грамоті від 25 січня 1540 року, адресованій митрополиту Макарію II, доручалося провести над Софронієм слідство. На час відсторення Софронія архімандритом став Йосип I Ревут.
З листа Сигізмунда I від 13 червня 1540 року йдеться про митрополичий суд над Софронієм, якому довів зловживання. Разом із тим, Софроній все ще продовжував керувати Києво-Печерським монастирем. Невдовзі Макарій II вважав, що в якийсь момент порозуміння між архимандритом і братією все ж відбулося, оскільки через близько півроку Софроній разом із братією Києво-Печерського монастиря просив короля і за допомогою королеви Бони отримав грамоту від 9 серпня 1540 року на право посилати ченців і слуг своїх у міста Стародуб і Новгород Сіверский (підвладні Великому князівству Московському) для збору данин, що із давнього часу належали монастирю. Напевне доволі міцне становище Софронія було викликано саме підтримкою Бони.
Останній раз як архімандрит Софроній згаданий у грамоті від 3 березня 1541 року, де заборонялося утискати та завдавати шкоди Видубицькому монастирю. Втім того ж року його було відсторонено, а настоятелем призначено Вассіана II.